# Lusowo
Lusowo (niem. Leissen, Lussow) – wieś w Polsce położona w województwie wielkopolskim, w powiecie poznańskim, w gminie Tarnowo Podgórne, nad brzegiem Jeziora Lusowskiego.

## Historia
Miejscowość pierwotnie była związana z Wielkopolską. Istnieje co najmniej od pierwszej połowy XII wieku i ma średniowieczną metrykę. Po raz pierwszy odnotowana została w łacińskim dokumencie z 1146 pod nazwą „Lusou”, 1288 (według zachowanej kopii z XVII wieku) „Lossowo”, 1388 „Lusowecz”, 1390 „Lussowo”, 1406 „Luschowo”, 1429 „Lussowo Maior”, 1456 „Lusouo”, 1457 „Luschovicze” .
Początkowo wieś była królewszczyzną czyli własnością monarszą należącą do królów polskich, a później kościelną należącą do kapituły katedry poznańskiej. W XIV wieku leżała w powiecie poznańskim województwa poznańskiego w Koronie Królestwa Polskiego. Od 1288 była siedzibą własnej parafii. W 1510 należała do dekanatu Oborniki.
Pierwszy zachowany zapis historyczny dotyczący wsi pochodzi z 1146 kiedy książę wielkopolski  Mieszko III Stary po zwycięstwie pod Poznaniem nad swym bratem Władysławem II Wygnańcem nadał kościołowi poznańskiemu wieś Lusowo, którą według dokumentu zamieszkiwali: Zdziebud, Strobisz, Kozieł, Uciech (oryg. „Vteh”), Golik, Niedan, Nasuk, Wilczek, Daluj, Janek, Krzyżan, Ustek, Okuń.
W 1288 biskup poznański Jan Gerbicz za zgodą kapituły przyłączył do parafii w Lusowie wsie Lusowo, Lusówko, Tarnowo i drugie Tarnowo (obecnie to jedna wieś Tarnowo Podgórne), Kobylniki, Sady, Swadzim i Sierosław, a także dziesięciny z Rumina (obecnie Rumianek), parafii Ceradz Kościelny, Piątkowa (parafia św. Wojciecha pod Poznaniem), Sobiesierni w parafii Skórzewo i niezidentyfikowanego Brzeźna. Jan Gerbicz nadał kościołowi w Lusowie staw, dwa łany z łąkami, oraz 1/10 ryb złowionych w jeziorze.
Z 1370 pochodzi  przywilej sołecki, który wzmiankowano w dokumencie z 1784. W 1390 odnotowano Mikołaja plebana w Lusowie oraz wikariusza katedry poznańskiej. W 1406 dziekan poznański toczył proces z Mikołajem plebanem z Wojszyna koło Lwówka, którego słudzy, a podobno i synowie (łac. „eius familiares et, ut creditur, filii”) ukradli trzy konie wartości 7 grzywien włodarzowi dziekana w Lusowie. W 1410 pleban lusowski pożyczył z powodu przyjaźni Włodkowi i jego synowi Drogosławowi z Dąbrowy w parafii Skórzewo dwie kopy groszy.
W 1419 nastąpiła ponowna erekcja kościoła parafialnego w Lusowie. W tym roku także Marcin pleban lusowski oraz wicedziekan poznański toczył proces z kmieciami z Rumina o dziesięciny. Oficjał orzekł, że przez 3 lata kmiecie mieli płacić dziesięcinę wiardunkową, a później snopową zgodnie z przywilejem biskupa Jana Gerbicza z 1288. W 1423 Marcin nie rezygnując z praw swego kościoła zgadza się, by kmiecie z Rumina zapłacili mu w tym roku zamiast dziesięciny snopowej po jednym wiardunku z łanu. W 1424 zgodził się, aby kmiecie z Rumina zapłacili w tym roku zamiast dziesięciny snopowej po 14 groszy z łanu. W 1428 i 1430 Marcin otrzymał zgodę kapituły poznańskiej na posiadanie małego stawu w Lusowie. W 1430 za zgodą kapituły miał on nadal posiadać jeziorko, które od dawna należało do kościoła lusowskiego, a na wielkim jeziorze Lusowskim mógł zakładać 11 więcierzy zwanych bębenkami i do woli łowić siecią zwaną zabrodnia.
W 1431 kapituła poznańska postanowiła, że kanonik Strzeszek ma strzec i bronić z pomocą swych ludzi powierzonych mu dóbr kapitulnych, a mianowicie wsi Lusowo nadanej ponownie przez króla polskiego Władysława II Jagiełłę przebywającego wówczas na Kujawach. Biskup poznański Stanisław Ciołek oznajmił wobec zniszczenia wydanych w imieniu króla aktów dotyczących posiadania wsi Lusowo przez starostę generalnego Wielkopolski Dobrogosta z Szamotuł, że mgr Strzeszek, kanonik poznański, miał objąć tę wieś w posiadanie i odeprzeć napastników. W 1436 kapituła poznańska postanowiła, że szkody jakie mogą ponieść regensi wsi Lusowo z powodu zastawu osobom świeckim, obciążać mają kapitułę, nie zaś regensów oraz kmieci. W 1456 odnotowano, że kapituła udzieliła rocznej wolnizny kmieciowi lusowskiemu, któremu spłonął cały dobytek. W tym roku odnotowano również, że Mikołaj Sobiejucha pleban lusowski winien był jedną kopę Janowi z Krzestkowic.
W 1484 Bartłomiej pleban lusowski zawarł ugodę z panem Sadowskim w sprawie dziesięcin oraz wielkanocnego święcenia chleba, w której to sprawie miał być utrzymany obyczaj tej parafii. W 1485 Bartłomiej ze Swadzimia wikariusz katedry poznańskiej oraz pleban lusowski zawarł ugodę z Sędziwojem z Sadów oraz jego ślepym bratem Maciejem. Sędziwój miał zapłacić dziesięcinę snopową ze swego folwarku w Sadach i dostarczać ją tam, gdzie zechce pleban, nie wybierając sobie lepszych plonów. W 1485 w ramach dziesięciny miał on zapłacić 1,5 grzywny oraz jeden małdrat owsa. Miał również opłacić „meszne” z opuszczonych ról kmiecych, które sam uprawiał.  Przy okazji opisano konflikt jego brata z miejscowym klerem. Ślepy Maciej miał publicznie w kościele lub na cmentarzu przeprosić plebana, którego wielokrotnie znieważał, gdy ten wygłaszał kazania z ambony i miał zaprzestać czynić awantur w kościele przeciwko plebanowi. Maciejowi nie wolno było więcej siadywać w ławce plebana w prezbiterium gdzie swymi krzykami podczas odmawiania Ojcze nasz oraz pluciem przeszkadzał kapłanowi. Odtąd miał korzystać z ławki swoich braci w nawie kościoła według dawnego obyczaju, a jeżeli by uważał, że jest dręczony przez plebana lub wikarego, miał dochodzić swoich praw w sądzie. W 1491 tenże Bartłomiej pleb. ze Swadzimia2 i jego krewniaczka Elżbieta toczą proces z Dorotą Mizgaliną z Poznania.
W 1499 kościół parafialny w Lusowie został konsekrowany przez sufragana poznańskiego, biskupa enneńskiego Wojciecha z Bydgoszczy. W 1510 odnotowano miejscowy kościół parafialny pod wezwaniem św. Jakuba i Jadwigi, do którego prawo patronatu należało do dziekana poznańskiego. We wsi odnotowano wówczas trzech zagrodników, którzy płacili rocznie po jednym groszu plebanowi, a dziesięcina nie była płacona. Do parafii lusowskiej należały: Lusowo, Lusówko, Sady, Sierosław, Kobylniki, Swadzim. Pleban otrzymywał też dziesięcinę z Rumina i Sobiesierni spoza parafii.
Miejscowość odnotowały również historyczne rejestry podatkowe. W 1508 miał miejsce pobór podatków od 11 łanów, a od karczmy wiardunek. W 1510 wieś miała 11 łanów osiadłych, 4,5 łana opuszczonego, trzech zagrodników, dwie karczmy, z których w jednej szynkowało się piwo, a druga była opuszczona. W 1563 miał miejsce pobór od 11 łanów, dwóch karczm oraz miejscowego krawca. W 1577 płatnikiem poboru podatkowego był dziekan poznański. W 1581 pobór odbył się od 14 półłanków, 6 zagrodników, 6 komorników, rzemieślnika oraz dwóch rybaków.
Już w początku XVI wieku, przy akcie dzierżawy Lusowa, we wsi odnotowana została miejscowa szkoła. W 1514 Jakub pleban lusowski oddał dochody kościoła w Lusowie w dzierżawę Marcinowi ze Starczynowa kapłanowi (łac. de Summo Poznaniensi) na 3 lata za kwotę 12 grzywien w pierwszym, a po 14 w drugim i trzecim roku. Pleban zeznał, że kmiecie z Rumina płacą dziesięcinę wiardunkową wartości 3 grzywien i 10 groszy. W zamian Marcin ze Starczynowa zobowiązany został do wybudowania nowego domku przy plebanii, odnowienia stodoły, odnowienia i pokrycia gliną miejscowej szkoły, a także do otoczenia dworu plebana płotami.
W rękach biskupich Lusowo pozostawało aż do końca XVIII wieku. Wieś duchowna, własność dziekana kapituły katedralnej poznańskiej, pod koniec XVI wieku leżała w powiecie poznańskim  województwa poznańskiego w Rzeczypospolitej Obojga Narodów. Wskutek II rozbioru Polski w 1793, miejscowość przeszła pod władanie Prus i jak cała Wielkopolska znalazła się w zaborze pruskim.
Po kasacie majątków kościelnych przez władze pruskie majątek kupili Objezierscy herbu Nałęcz. Wieś stanowiła posag Pauliny Objezierskiej (1809–1872) przy jej ślubie w 1823 z baronem Wilhelmem von Richthofenem (1799–1882). Po śmierci Wilhelma Lusowo trafiło w posiadanie rodziny von Palm, a później, w początku XX w., w ręce Komisji Kolonizacyjnej. Po I wojnie światowej majątek został rozparcelowany. W Lusowie mieszkał w latach 1920–1937 generał Józef Dowbor-Muśnicki, pochowany na tutejszym cmentarzu.
Po wybuchu II wojny światowej miejscowość wraz z całą Wielkopolską była okupowana przez Niemcy. Utworzyli na tym terenie tzw. Kraj Warty i wcielili terytorium w granice III Rzeszy. W październiku 1940 Niemcy w czasie masowych wysiedleń polskich mieszkańców z Wielkopolski wysiedlili także Polaków z Lusowa na teren Generalnego Gubernatorstwa. W latach 1943–1945 niemieccy naziści nadali wsi ahistoryczną, niemiecką nazwę Groß Liebenau.
W latach 1975–1998 miejscowość położona była w województwie poznańskim.

## Zabytki

### Kościół

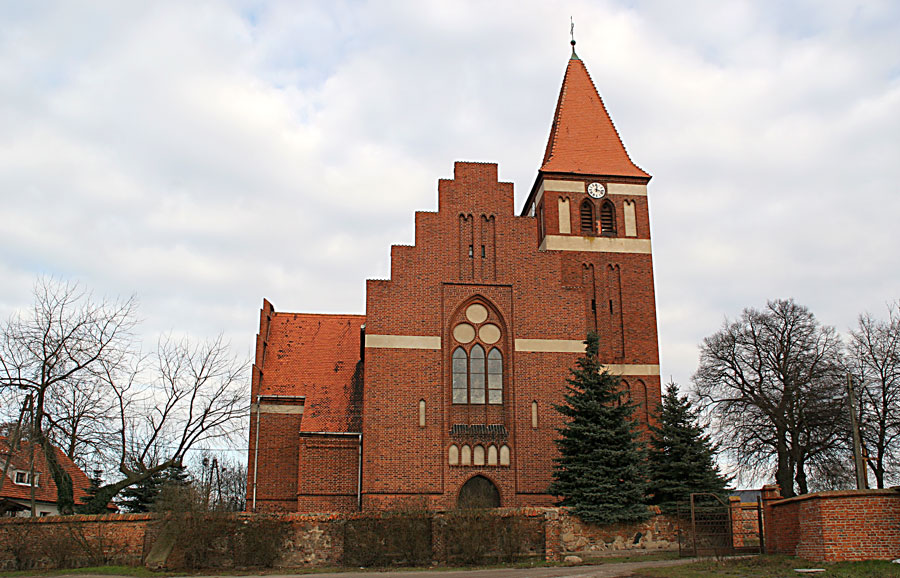
Kościół w Lusowie

We wsi znajduje się neogotycki kościół św. Jadwigi i św. Jakuba Apostoła zbudowany w latach 1913–1916 z wykorzystaniem części starszego gotyckiego kościoła z XV w. Wewnątrz nagrobek późnorenesansowy oraz tablica pamiątkowa poświęcona generałowi Dowbor-Muśnickiemu.
Przy kościele była w dawniejszych czasach kaplica murowana Sadowskich h. Nałęcz z grobami familijnymi, ale już w 1695 Zalaszewski zastał ją zrujnowaną. Sadowscy wywodzili się z okolicznej wsi Sady należącej do parafii Lusowo. Przed 1388 z Sadów pisali się różni Sadowscy, od w 1793 Sady należały do Konozowskich, potem do Kęsiowskich. W Lusowie pochowany zastał Narcyz Olizar herbu Radwan Sowity (ur. w 1794 w Zahorowie na Wołyniu, zm. 9 sierpnia 1862 w Sadach koło Poznania) – hrabia, senator–kasztelan Królestwa Polskiego, poseł na sejm w 1831, działacz polityczny Wielkiej Emigracji, pisarz, publicysta i malarz.

### Pałac
W niewielkim parku nad brzegiem jeziora znajduje się neogotycki pałac wzniesiony ok. 1855 roku dla Pauliny z Objezierskich von Richthofen. Budynek dwukondygnacyjny, na planie prostokąta z dobudowanym na przełomie XIX i XX wieku skrzydłem zawierającym salę balową. Pałac zdewastowany, obecnie własność prywatna, w trakcie remontu.

### Muzeum Powstańców Wielkopolskich
W Lusowie ma siedzibę Muzeum Powstańców Wielkopolskich im. Generała Józefa Dowbora Muśnickiego, otwarte w 1996 r. i prowadzone przez panią Annę Grajek, emerytowaną nauczycielkę matematyki, odznaczoną w 2006 r. tytułem "Zasłużony Dla Gminy Tarnowo Podgórne".